# Majhuwa
Majhuwa (en népalais : मझुवा) est un comité de développement villageois du Népal situé dans le district de Sindhuli. Au recensement de 2011, il comptait 2 398 habitants.